# Spinolové

Erb jedné z větví rodu Spinolů

Spinolové (italsky Spinola, španělsky a portugalsky Spínola) jsou šlechtický rod janovského původu, později rozšířený i mimo Itálii. Jejich předkem je křižák a poté janovský konzul Guido Spinola, který působil počátkem 12. století. Jeho synové Ansaldo a Oberto pak založili dvě hlavní větve rodu, Luccoli a St.Luca. Z rodu mimo jiné pocházelo 11 janovských dóžat 16. až 18. století a řada církevních hodnostářů (například kardinál Giulio Spinola) a vojevůdců (například Ambrosio Spinola). Maršál António de Spínola byl krátce portugalským prezidentem.

## Spinolové v Čechách
Bratři Alfonso a Octavio Spinolové byli dvořany arciknížat Rudolfa a Arnošta Habsburského a posléze i císaře Rudolfa II., s titulem baron
- Alfonso Spinola, také Giovanni Alfonso Espinola (* Savona, † mezi 1582-1592 Praha), nejvyšší arciknížecí štolba, pak císařův komorník pro ložnici (cubicularius), zemřel náhle; poškozená náhrobní deska z katedrály sv. Víta přenesena do Lapidária Národního muzea, epitaf je dosud v katedrále[1]
- Octavio Spinola († 15.6. 1592 Praha), člen řádu johanitů, komorník císaře Rudolfa II., roku 1581 přijatý za obyvatele českého království, v katedrále sv. Víta dal zřídit nápisový náhrobek svému bratrovi, vlastní náhrobek z červenohnědého sliveneckého mramoru s reliéfem stojící postavy ve zbroji má v katedrále dosud.
- Giovanni Antonio Spinola se v Praze připomíná roku 1605 ve sporu se svým příbuzným Ambrosiem Doriou.